# 洛伊·亞歷山大
洛伊·亞歷山大（英語：Lloyd Chudley Alexander，1924年1月30日—2007年5月17日）是美國兒童文學、奇幻文學作家，代表作是《普利丹編年史》，曾被迪士尼改編成動畫電影《黑神锅传奇》。分別在1971、1982年獲得美國國家書卷獎。

## 著作一覽
- 《普利丹編年史（英语：The Chronicles of Prydain）》
  - 《三者書（英语：The Book of Three）》
  - 《黑神鍋（英语：The Black Cauldron (novel)）》
  - 《萊雅的城堡（英语：The Castle of Llyr）》
  - 《流浪者塔蘭（英语：Taran Wanderer）》
  - 《至高王（英语：The High King）》